# 沈安娜
沈安娜（1915年11月7日—2010年6月16日），本名沈琬，江蘇泰興人，是中国共产党安插在中華民國国民政府内一名情報員，从1935年到1949年隐蔽长达15年，其中有11年是在中國國民黨中央核心机关进行地下谍报活动。她長期利用速記員身分，出席各種高層會議，接觸大量機密文件，蒐集並向中國共產黨提供大量機密情報，被譽為「按住蔣介石脈搏的人」。

## 生平
1932年的时候决定和姐姐一起离家出走，奔赴上海。姐姐沈伊娜进入了上海务本中学；沈安娜进入了南洋商业高级中学，结识了同校进步青年华明之。无钱辍学，转入“炳勋速记学校”，学会了速记。1934年浙江省政府招一名速记员。中國共產黨中央特別行動科的王学文通过华明之传达这是一个千载难逢打入内部、为党收集情报的好机会，“若沈安娜同志害怕冒险的话，千万不可强求，毕竟这份工作是相当的危险”。1935年1月，沈安娜前往杭州，憑藉记录速度每分钟200字和一手好字，在浙江省政府担任机要速记员。1935年秋，与浙赣铁路局职员华明之结婚（也是中国共产党情报员、长期担任沈安娜的情报交通员），很快得到浙江省政府主席朱家骅信任。1935年上海临时中央局军委负责人邱吉夫接替王学文成为华明之、沈安娜夫妻的上线，沈安娜特意从杭州赶到上海，当面聆听新任领导的指示。这次会面之后不到两个月，1935年11月邱吉夫被捕了，但沈安娜夫妻却安然无恙。
1937年，抗日战争爆发，随浙江省政府西撤。1938年沈安娜辞职，准备经汉口前往延安。在汉口，周恩来示意她通过朱家骅（时任中国国民党中央党部秘书长）之关系，进入中国国民党中央党部秘书处当机要速记。時任中國國民黨總裁之蔣介石，也想不到身後之速記員是中國共產黨臥底。此后，沈安娜在中国国民党历次中央党、政、军高层会议上担任速记，并通过丈夫华明之送出大量机密军事战略情报，从未暴露。在重庆后，王明（陈绍禹）到华明之、沈安娜夫妇家对接关系，告知他们以后的单线联系人是吴克坚。不料王明告辞出门时，被沈安娜的同事聂、黄两位先生碰见。第二天，速记科科长徐漂萍听到聂、黄讲起此事，告诉他们不要多事，“后来徐漂萍将此事经过告诉了他的亲信居正修。居正修嘴巴很紧，未再传给别人，所以在中央党部从来没人提起此事。”
后卢竞如、徐仲航相继成为华明之、沈安娜夫妻的单线联系人。一年后徐仲航被捕，“在狱中受尽种种酷刑，宁死不屈，未吐露一点实情”“从而保护了南方局党组织。同时也保护了我们，还保护了他非常熟悉的、中共秘密党员阎宝航，以及阎宝航领导的情报小组。”后经阎宝航向李济深求救，徐仲航才得以保释。徐仲航被捕后，中共切断了与沈安娜夫妇的联系整整三年。
抗战胜利后，1945年10月，吴克坚随周恩来从延安飞抵重庆参加国共谈判。吴克坚到华明之、沈安娜夫妇不肯搬离的老房子里与他们重新接上关系，并把单线关系移交给何以端。华、沈夫妇随国民政府、中央党部还都南京后，何以端成为吴克坚系统的南京地区负责人。
1949年5月上海易手，沈安娜才结束谍报工作，獲中共集體通令嘉獎。此后，沈安娜和丈夫在北京国家安全部工作，直至离休，曾任國家安全部諮詢委員；1989年獲頒榮譽獎章及榮譽證書。
2001年，中国共产党举行建党80周年纪念活动，中央电视台“心连心”艺术团在浙江嘉兴南湖广场演出，沈安娜在公众场合首次现身。2010年6月16日，因病医治无效于北京逝世，享年95岁。6月20日，追悼會在北京八寳山革命公墓舉行。